# Anthophora purpuraria
Anthophora purpuraria là một loài Hymenoptera trong họ Apidae. Loài này được Westrich mô tả khoa học năm 1993.